# IANTD
IANTD (International Association of Nitrox and Technical Divers) este principala asociație internațională de scufundare ce oferă cursuri de brevetare pentru scafandrii și pentru instructori în special pentru scufundări sportive cu caracter tehnic (scufundări la epave, scufundări în peșteri) cu amestecuri respiratorii Nitrox, Heliox, Trimix, utilizarea de aparate recirculatorii în circuit semiînchis și închis (Azimuth, Inspiration Classic, Dräger Ray, Dräger Dolphin, Inspiration Evolution, Inspiration Vision, KISS Clasic/Sport, Megalodon, Submatix), precum și formarea de tehnicieni pentru prepararea amestecurilor respiratorii sintetice. Recent au fost introduse și cursuri de scufundare liberă. Sediul IANTD se află în Miami, Florida.
În anul 1978 NOAA (National Oceanic and Atmospheric Administration) din S.U.A. publică tabelele de decompresie NOAA NITROX I (68%N2- 32%O2), iar în anul 1990 NOAA NITROX II (36%O2) destinate efectuării de scufundări cu caracter civil. 
În anul 1985 Dick Ruckowski, fost șef de scufundare la NOAA, înființează International Association of Nitrox Divers (IAND) pentru a preda utilizarea amestecurilor Nitrox în scufundările sportive.
Pentru început programul este dezvoltat în parteneriat cu NOAA, iar în anul 1992 fuzionează cu European Association of Technical Divers (EATD) și numele este schimbat în IANTD. 
În anul 1991, Tom Mount se alătură IANTD, asociația devenind principala organizație de profil ce oferă cursuri de brevetare în toate domeniile de scufundări sportive cu caracter tehnic.
IANTD este prezentă în 90 de țări pe toate continentele.